# Norra Skånes revir
Norra Skånes revir var ett skogsförvaltningsområde inom Södra överjägmästardistriktet och Kristianstads län som omfattade Södra Åsbo, Bjäre och Västra Göinge härader; Norra Åsbo härad utom socknarna Vedby, Oderljunga, Perstorp, Riseberga och Färingtofta; Östra Göinge härad, med undantag av Örkeneds och del av Glimåkra socken, samt Villands härad, med undantag av viss del av Vånga socken. Reviret, som var indelat i sex bevakningstrakter, omfattade 10 515 hektar allmänna skogar (1920), varav 16 kronoparker med en areal av 4 035 hektar.